# Mike De Palmer
Pour les articles homonymes, voir Palmer.
Michael Samuel De Palmer Jr., né le 17 octobre 1961 à Tampa, Floride et mort le 7 août 2021 à Knoxville est un joueur puis entraîneur de tennis américain.

## Carrière
Mike De Palmer a étudié à l'université du Tennessee entre 1981 et 1982 où son père Mike Sr. était entraîneur de l'équipe de tennis.
Il obtient des résultats dès sa première saison chez les professionnels en étant finaliste du tournoi d'Ancône en 1982. L'année suivante, il atteint le 3e tour à Roland-Garros et Wimbledon. En 1985, il bat le n°3 mondial Jimmy Connors sur le gazon du Queen's.
C'est cependant en double qu'il réalisera ses principales performances. Souvent associé à son compatriote Gary Donnelly, il a remporté six titres, atteint les demi-finales des Internationaux de France en 1985 et du Masters en 1986.
Devenu entraîneur après sa carrière à l'IMG Academy de Nick Bollettieri, il a notamment travaillé avec Mark Philippoussis, Max Mirnyi, Tommy Haas, Mary Pierce et Anna Kournikova. Il a aussi été le dernier entraîneur de Boris Becker, étant à ses côtés de 1994 à 1999.

## Palmarès

### Finale en simple messieurs
| No | Date       | Nom et lieu du tournoi | Catégorie | Dotation | Surface         | Vainqueur     | Score    |  |
| -- | ---------- | ---------------------- | --------- | -------- | --------------- | ------------- | -------- |  |
| 1  | 15-11-1982 | Ancona Open, Ancône    |           | 75 000 $ | Moquette (int.) | Anders Järryd | 6-3, 6-2 |  |

### Titres en double messieurs
| No | Date       | Nom et lieu du tournoi                          | Catégorie | Dotation  | Surface         | Partenaire           | Finalistes                     | Score         |  |
| -- | ---------- | ----------------------------------------------- | --------- | --------- | --------------- | -------------------- | ------------------------------ | ------------- |  |
| 1  | 22-07-1985 | Volvo Tennis-New Jersey championship Livingston |           | 80 000 $  | Dur (ext.)      | Peter Doohan         | Eddie Edwards Danie Visser     | 6-3, 6-4      |  |
| 2  | 18-11-1985 | Fischer Grand Prix Vienne                       |           | 100 000 $ | Dur (int.)      | Gary Donnelly        | Sergio Casal Emilio Sánchez    | 6-4, 6-3      |  |
| 3  | 20-10-1986 | Seiko Super Tennis Tokyo                        |           | 300 000 $ | Moquette (int.) | Gary Donnelly        | Andrés Gómez Ivan Lendl        | 6-3, 7-5      |  |
| 4  | 27-10-1986 | Tournoi de tennis de Hong Kong Hong Kong        |           | 200 000 $ | Dur (ext.)      | Gary Donnelly        | Pat Cash Mark Kratzmann        | 7-6, 6-7, 7-5 |  |
| 5  | 17-11-1986 | Altech South African Open Johannesburg          |           | 220 000 $ | Dur (int.)      | Christo van Rensburg | Andrés Gómez Sherwood Stewart  | 3-6, 6-2, 7-6 |  |
| 6  | 22-05-1989 | Tournoi de tennis de Florence Florence          |           | 93 400 $  | Terre (ext.)    | Blaine Willenborg    | Pietro Pennisi Simone Restelli | 4-6, 6-4, 6-4 |  |

### Finales en double messieurs
| No | Date       | Nom et lieu du tournoi                 | Catégorie  | Dotation  | Surface         | Vainqueurs                         | Partenaire         | Score    |  |
| -- | ---------- | -------------------------------------- | ---------- | --------- | --------------- | ---------------------------------- | ------------------ | -------- |  |
| 1  | 17-09-1984 | Transamerica Open San Francisco        |            | 200 000 $ | Moquette (int.) | Peter Fleming John McEnroe         | Sammy Giammalva Jr | 6-3, 6-4 |  |
| 2  | 04-11-1985 | Stockholm Open Stockholm               |            | 300 000 $ | Dur (int.)      | Guy Forget Andrés Gómez            | Gary Donnelly      | 6-3, 6-4 |  |
| 3  | 19-05-1986 | Tournoi de tennis de Florence Florence |            | 85 000 $  | Terre (ext.)    | Sergio Casal Emilio Sánchez        | Gary Donnelly      | 6-4, 7-6 |  |
| 4  | 22-09-1986 | Transamerica Open San Francisco        |            | 220 000 $ | Moquette (int.) | Peter Fleming John McEnroe         | Gary Donnelly      | 6-4, 7-6 |  |
| 5  | 30-03-1987 | Volvo/Chicago Open Chicago             | Grand Prix | 250 000 $ | Moquette (int.) | Paul Annacone Christo van Rensburg | Gary Donnelly      | 6-3, 7-6 |  |
| 6  | 19-06-1989 | Tournoi de tennis de Bristol Bristol   |            | 100 000 $ | Gazon (ext.)    | Paul Chamberlin Tim Wilkison       | Gary Donnelly      | 7-6, 6-4 |  |

## Parcours dans les tournois duGrand Chelem

### En simple
| Année | Open d'Australie | Open d'Australie | Internationaux de France | Internationaux de France | Wimbledon       | Wimbledon       | US Open         | US Open           | Open d'Australie | Open d'Australie |
| ----- | ---------------- | ---------------- | ------------------------ | ------------------------ | --------------- | --------------- | --------------- | ----------------- | ---------------- | ---------------- |
| 1981  | n.o.             | n.o.             | —                        | —                        | —               | —               | 1er tour (1/64) | Johan Kriek       | —                | —                |
| 1982  | n.o.             | n.o.             | —                        | —                        | —               | —               | 3e tour (1/16)  | Guillermo Vilas   | 2e tour (1/32)   | Johan Kriek      |
| 1983  | n.o.             | n.o.             | 3e tour (1/16)           | Fernando Luna            | 3e tour (1/16)  | Sandy Mayer     | 1er tour (1/64) | Derek Tarr        | 1er tour (1/64)  | Chris Johnstone  |
| 1984  | n.o.             | n.o.             | —                        | —                        | —               | —               | —               | —                 | 2e tour (1/32)   | Lloyd Bourne     |
| 1985  | n.o.             | n.o.             | 2e tour (1/32)           | Joakim Nyström           | 2e tour (1/32)  | Kevin Curren    | 1er tour (1/64) | Marián Vajda      | 3e tour (1/16)   | S. Živojinović   |
| 1986  | n.o.             | n.o.             | 1er tour (1/64)          | Diego Pérez              | 1er tour (1/64) | Mikael Pernfors | —               | —                 | n.o.             | n.o.             |
| 1987  | 1er tour (1/64)  | Dan Goldie       | 2e tour (1/32)           | Damir Keretić            | 1er tour (1/64) | Miloslav Mečíř  | 1er tour (1/64) | Jaroslav Navrátil | n.o.             | n.o.             |

N.B. : à droite du résultat se trouve le nom de l'ultime adversaire.

### En double
| Année | Open d'Australie             | Open d'Australie       | Internationaux de France    | Internationaux de France | Wimbledon                    | Wimbledon              | US Open                     | US Open                  | Open d'Australie             | Open d'Australie     |
| ----- | ---------------------------- | ---------------------- | --------------------------- | ------------------------ | ---------------------------- | ---------------------- | --------------------------- | ------------------------ | ---------------------------- | -------------------- |
| 1979  | n.o.                         | n.o.                   | —                           | —                        | —                            | —                      | 1er tour (1/32) R. Harmon   | B. Hewitt F. McMillan    | —                            | —                    |
| 1982  | n.o.                         | n.o.                   | —                           | —                        | —                            | —                      | 1er tour (1/32) M. Leach    | M. Brunnberg M. Dickson  | 1er tour (1/32) A. Kohlberg  | B. Derlin D. Mustard |
| 1983  | n.o.                         | n.o.                   | 2e tour (1/16) J. Brabenec  | M. Edmondson S. Stewart  | 2e tour (1/16) M. Purcell    | Ross Case B. Drewett   | —                           | —                        | 1er tour (1/32) B. Testerman | Ken Flach R. Seguso  |
| 1984  | n.o.                         | n.o.                   | —                           | —                        | 2e tour (1/16) P. Annacone   | P. Doohan M. Fancutt   | 1er tour (1/32) Giammalva   | L. Stefanki R. Van't Hof | 2e tour (1/16) Giammalva     | Dowdeswell J. Lloyd  |
| 1985  | n.o.                         | n.o.                   | 1/8 de finale G. Donnelly   | M. Edmondson K. Warwick  | 1/8 de finale B. Manson      | P. McNamara P. McNamee | 1/2 finale G. Donnelly      | Ken Flach R. Seguso      | 1/8 de finale P. Doohan      | C. Miller L. Warder  |
| 1986  | n.o.                         | n.o.                   | 2e tour (1/16) G. Donnelly  | J. Lozano T. Witsken     | 1er tour (1/32) B. Testerman | K. Evernden C. Hooper  | 1/4 de finale G. Donnelly   | A. Gómez S. Živojinović  | n.o.                         | n.o.                 |
| 1987  | 1er tour (1/32) B. Testerman | P. McNamara P. McNamee | 1er tour (1/32) S. Davis    | J. Arias E. Korita       | 1/8 de finale K. Curren      | S. Casal E. Sánchez    | 1/4 de finale P. Annacone   | Ken Flach R. Seguso      | n.o.                         | n.o.                 |
| 1988  | —                            | —                      | 1er tour (1/32) G. Donnelly | J. Fitzgerald A. Järryd  | 1/8 de finale G. Donnelly    | G. Forget T. Šmíd      | 2e tour (1/16) G. Donnelly  | E. Korita J. Levine      | n.o.                         | n.o.                 |
| 1989  | —                            | —                      | 2e tour (1/16) G. Donnelly  | M. Mortensen T. Nijssen  | 2e tour (1/16) G. Donnelly   | J. Hlasek J. McEnroe   | 1er tour (1/32) G. Donnelly | R. Leach J. Pugh         | n.o.                         | n.o.                 |
| 1990  | —                            | —                      | 1er tour (1/32) D. Nargiso  | Tim Pawsat Tomáš Šmíd    | —                            | —                      | —                           | —                        | n.o.                         | n.o.                 |

N.B. : le nom du ou de la partenaire se trouve sous le résultat ; le nom des ultimes adversaires se trouve à droite.